# Incontro con Laura
Pour plus de détails, voir Fiche technique et Distribution.
Incontro con Laura est un melodramma strappalacrime italien réalisé par Carlo Alberto Felice et sorti en 1947.
Le film, tourné en 1945 à Milan au milieu de mille difficultés, est resté sans distribution en raison des protestations du réalisateur Carlo Alberto Felice, qui s'est plaint de la déformation de son œuvre par la société de production et a donc demandé que son nom soit retiré des affiches et des titres. Le film n'a reçu son visa de censure que deux ans plus tard, en mars 1947 et sous un autre titre (Infelice incontro), mais il est resté largement inédit. Aujourd'hui encore, le film est considéré comme perdu.
Il s'agit du tout premier film mettant en vedette l'acteur Vittorio Gassman.

## Synopsis
Tito est un modeste horloger d'âge moyen qui vit et travaille à Milan. Seul au monde, l'homme ne pense qu'à son atelier jusqu'au jour où il tombe malade. Après avoir frôlé la mort, il revient de l'hôpital comme vidé : tout lui semble futile, même ses montres bien-aimées, auxquelles il a consacré une grande partie de sa vie d'adulte. Animé d'une compassion sincère, il décide d'accueillir chez lui Laura, une jeune prostituée et mère célibataire, dans l'idée de l'aider et de donner ainsi un sens moral à sa grise existence. Peu à peu, Tito commence à éprouver de forts sentiments pour la jeune fille, mais celle-ci est amoureuse du jeune et beau Franco et refuse donc la demande en mariage de Tito. La déception, voire l'humiliation pour ce sentiment de rejet, s'empare de l'homme : après avoir longuement réfléchi, il décide de chasser définitivement la jeune fille et l'enfant de sa maison. Laura, désormais seule et ne sachant où aller, va voir Franco. Ils passent la nuit ensemble, mais à l'aube, Laura s'en va sans un mot.

## Fiche technique
- Titre italien : Incontro con Laura[2]
- Réalisateur : Carlo Alberto Felice
- Scénario : Carlo Alberto Felice
- Photographie : Carlo Nebiolo
- Montage : Carlo Alberto Felice
- Musique : Mario Nascimbene
- Production : Carlo Alberto Felice
- Société de production : Cometa Film
- Pays de production :  Italie
- Langue originale : italien
- Format : Noir et blanc - 1,37:1 - Son mono - 35 mm
- Durée : 90 minutes
- Genre : Melodramma strappalacrime
- Dates de sortie :
  - Italie : 1947

## Distribution
- Ernesto Calindri : Tito
- Lia Golmarr : Laura
- Vittorio Gassman : Franco
- Checco Rissone :
- Wanda Sciaccaluga :
- Ettore Seripa :
- Diana Torrieri :